# Stilobezzia furcipes
Stilobezzia furcipes är en tvåvingeart som beskrevs av Meillon 1960. Stilobezzia furcipes ingår i släktet Stilobezzia och familjen svidknott.
Artens utbredningsområde är Liberia. Inga underarter finns listade i Catalogue of Life.